# The Education of Achilles (Bedingfield)
The Education of Achilles – poemat osiemnastowiecznego angielskiego poety Roberta Bedingfielda, opublikowany w czasopiśmie The Museum: or the Literary and Historical Register 9 maja 1747. Utwór został napisany strofą spenserowską, czyli zwrotką dziewięciowersową rymowaną ababbcbcc. Składa się z czternastu strof.

Ah me! is all our Pleasure mix'd with Woe?
Is there on Earth no Happiness sincere?
Must e'en this bitter Stream of Sorrow flow
From Joy's domestic Spring, our Children dear?
How oft did Thetis drop the Silver Tear,
When with fond Eyes she view'd her darling Boy!
How oft her Breast heav'd with presaging Fear,
Lest Vice's secret Canker shou'd annoy
Fair Virtue's op'ning Bud, and all her Hopes destroy!